# I due timidi
I due timidi (título original en italiano; en español, Los dos tímidos) es una ópera para la radio (también descrita como una commedia lírica) en un acto con música de Nino Rota, compuesta en  1950, con libreto de la guionista de cine Suso Cecchi d'Amico.

## Historia
Originalmente se escribió como una producción para la Radio Audizioni Italiane y estrenada, radiofónicamente, el 15 de noviembre de 1950. La primera producción escénica fue en Londres en el Teatro de La Scala (London Opera Club) el 17 de marzo de 1952. También se dio en el Teatro Petruzzelli de Bari el 18 de enero de 1971, y en el Teatro Donizetti en Bergamo el 23 de octubre de 1972.
Fue repuesta por la compañía de ópera Wiener Kammeroper en Viena en 2007. y de nuevo en la Ópera de Santa Fe como parte de su programa "One-Hour Opera" en la primavera de 2008.
Es una ópera poco representada en la actualidad; en las estadísticas de Operabase aparece con solo una representación en el período 2005-2010.

## Personajes
| Personaje          | Tesitura      | Reparto del estreno, 15 de noviembre de 1950 (Director: Franco Ferrara ) |
| ------------------ | ------------- | ------------------------------------------------------------------------ |
| Mariuccia          | soprano       | Emma Tegani                                                              |
| Lucia              | soprano       | Ida Farina                                                               |
| Maria              | soprano       | Mirella Ronconi                                                          |
| Signora Guidotti   | mezzosoprano  | Graziella Sciutti                                                        |
| Lisa               | mezzosoprano  | Scilly Fortunato                                                         |
| Raimondo           | tenor         | Amedeo Berdini                                                           |
| Dr Sinisgalli      | tenor         | Mario Carlin                                                             |
| Vittorio           | barítono      | Lorenzo Catacchio                                                        |
| Narrador           | papel hablado | Calogero Calabrese                                                       |
| Madre de Mariuccia | mezzosoprano  |                                                                          |

## Grabaciones
Rota: I due timidi, Orquesta Filarmonia Veneta 'G F Malipiero', Coro del Teatro Sociale di Rovigo
- Director: Flavio Emilio Scogna
- Principales cantantes: Paolo Drigo, Shin Young-Hoon, Sabrina Testa, Lorenzo Battagion, Nunzio Galli, Giuliano Scaranello
- Fecha de lanzamiento: 2005
- Sello discográfico: Bongiovanni 2367 (CD)